# Pseudobunaea mwangomoi
Pseudobunaea mwangomoi is een vlinder uit de familie nachtpauwogen (Saturniidae). De wetenschappelijke naam van deze soort is voor het eerst geldig gepubliceerd in 2009 door Philippe Darge.
De soort komt voor in het Afrotropisch gebied.

## Type
- holotype: "male, 24.VII.2009, leg. Ph. Darge, genitalia slide Darge SAT no. 780"
- instituut: Collectie Philippe Darge, Clénay, Frankrijk
- typelocatie: "Tanzania, Kilimanjaro Natinal Park, East, Marangu Forest, 03°13.001S 037°31.197'E, 2160 m"